# گابریل پاسکال
گابریل پاسکال (انگلیسی: Gabriel Pascal؛ ۴ ژوئن ۱۸۹۴ – ۶ ژوئیه ۱۹۵۴) یک تهیه‌کننده اهل مجارستان بود.
وی تهیه‌کننده فیلم‌هایی همچون سزار و کلئوپاترا، پیگمالیون و آندروکلس و شیر بوده است.
او در سال ۱۹۵۴ در آمریکا شهر نیویورک درگذشت.